# John William Godward
John William Godward (Wimbledon, 9 agosto 1861 – Londra, 13 dicembre 1922) è stato un pittore inglese, operante nella fase finale del periodo preraffaellita/neoclassico.

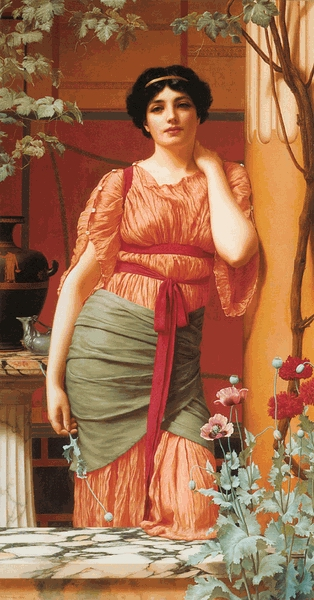
Nerissa (1906)

Godward era un pittore vittoriano neoclassico molto vicino a sir Lawrence Alma-Tadema, al punto da essere considerato il suo pupillo). Godette di vasta popolarità, ma il suo stile pittorico risultò superato e perse i favori del pubblico e della critica con l'avvento delle avanguardie. Si suicidò all'età di 61 anni e pare che in un biglietto di commiato abbia motivato il suo atto con lo spregio della bellezza che vedeva essere invalso nella pittura, scrivendo che "il mondo non è abbastanza grande per lui e per un Pablo Picasso assieme".

## Biografia
Nato e cresciuto a Wilton Grove, nei pressi di Wimbledon, Godward iniziò ad esporre alla Royal Academy nel 1887. Nel 1912, innamoratosi di una sua modella italiana, partì per l'Italia e visse sette anni a Roma dove, accomunato dalla passione per l'antichità classica, ebbe stretti rapporti con i Bompiani, Roberto e Augusto. Tornato in Inghilterra nel 1919, si suicidò, pare con un forno a gas, tre anni dopo. È sepolto a Londra.
Tutta la sua vita fu contrassegnata dai dissapori familiari. I suoi parenti, che già avevano osteggiato la sua scelta di diventare artista, interruppero ogni rapporto con lui quando se ne andò con la modella. Alla sua morte, poi, indignandosi e vergognandosi dell'accaduto distrussero tutte le sue carte e le sue immagini: a quanto risulta non è rimasta di lui neppure una fotografia.

## Attività artistica

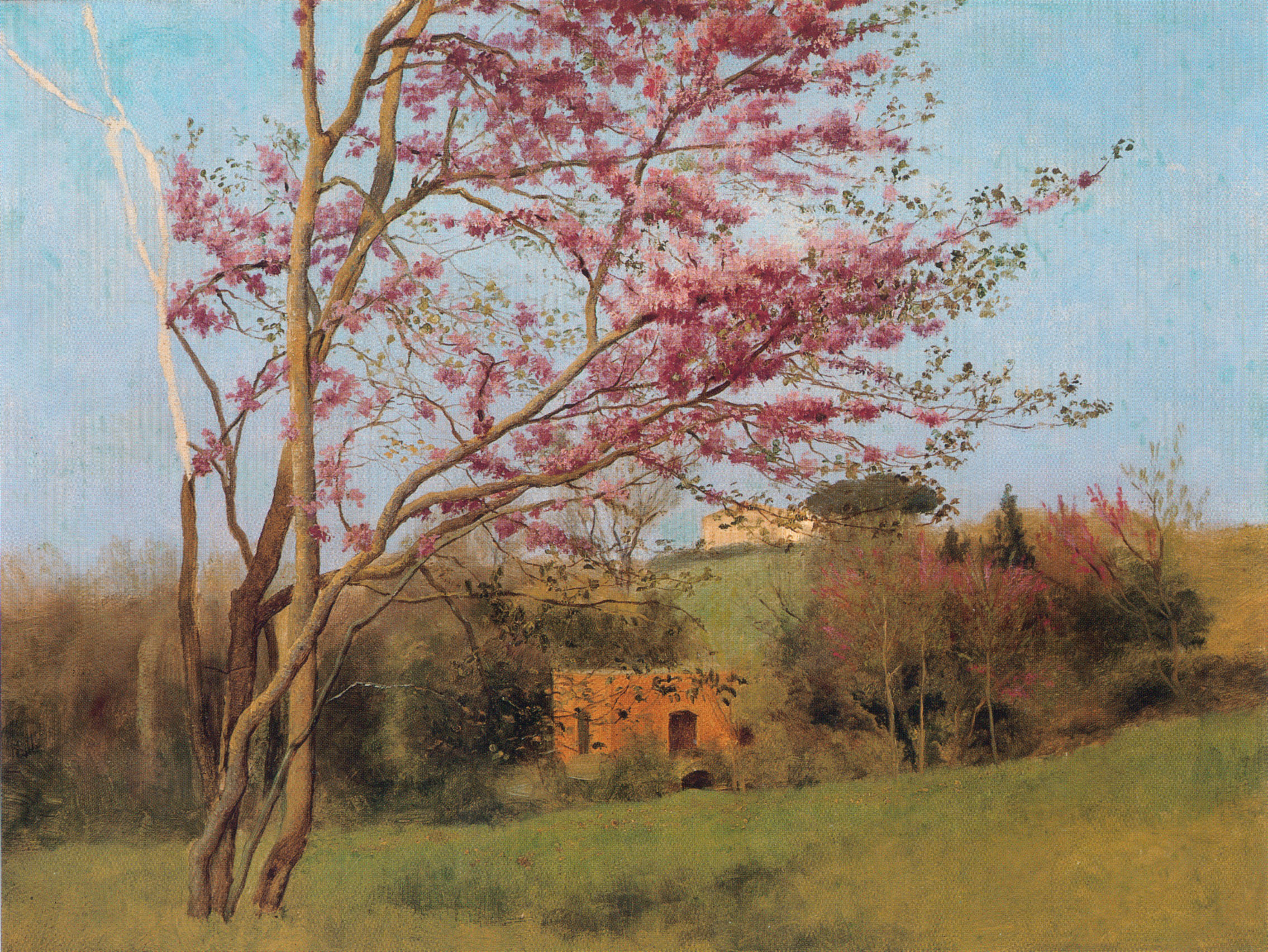
Landscape Blossoming Red Almond (study) (1912)

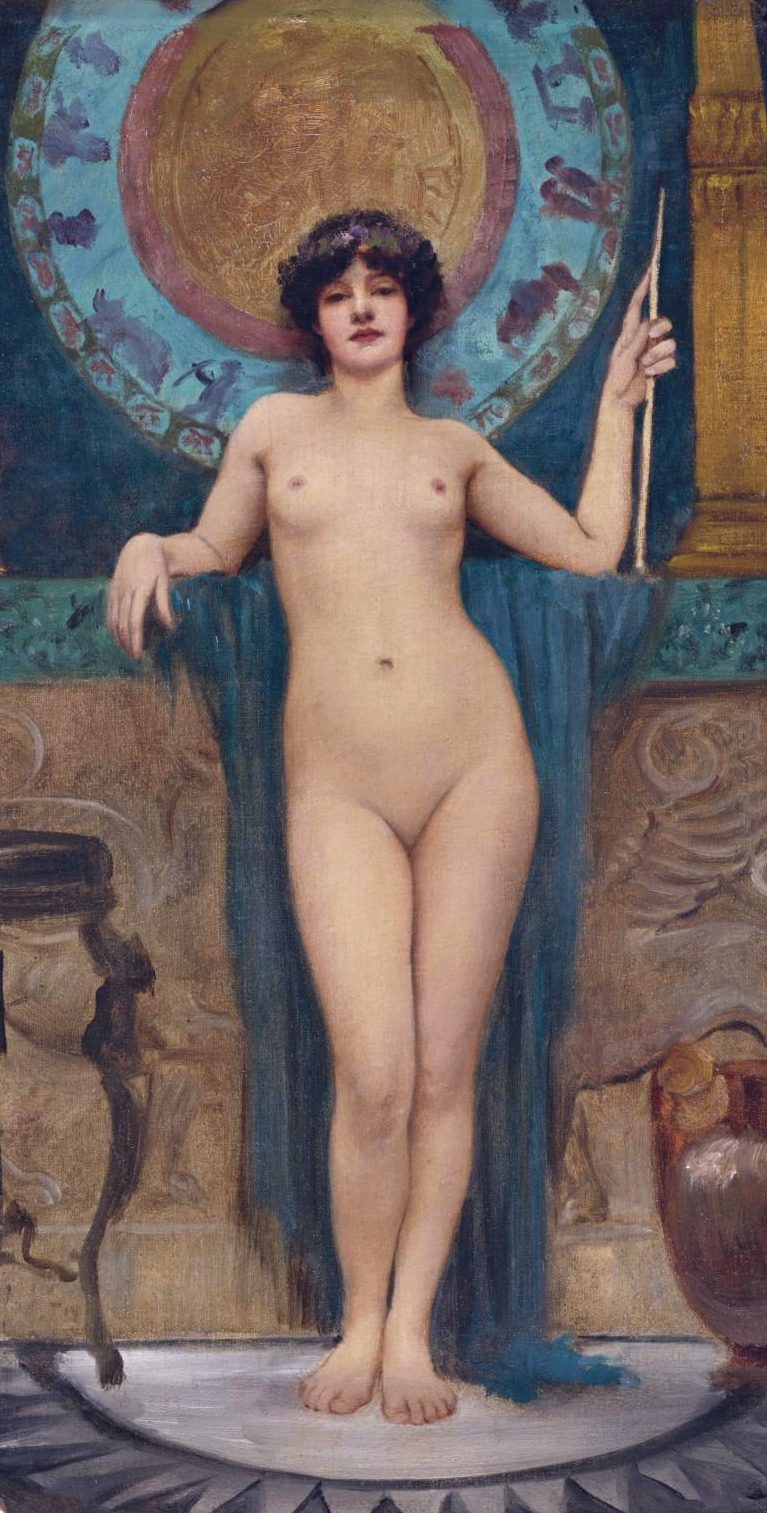
Uno studio per Campaspe (1895 circa)

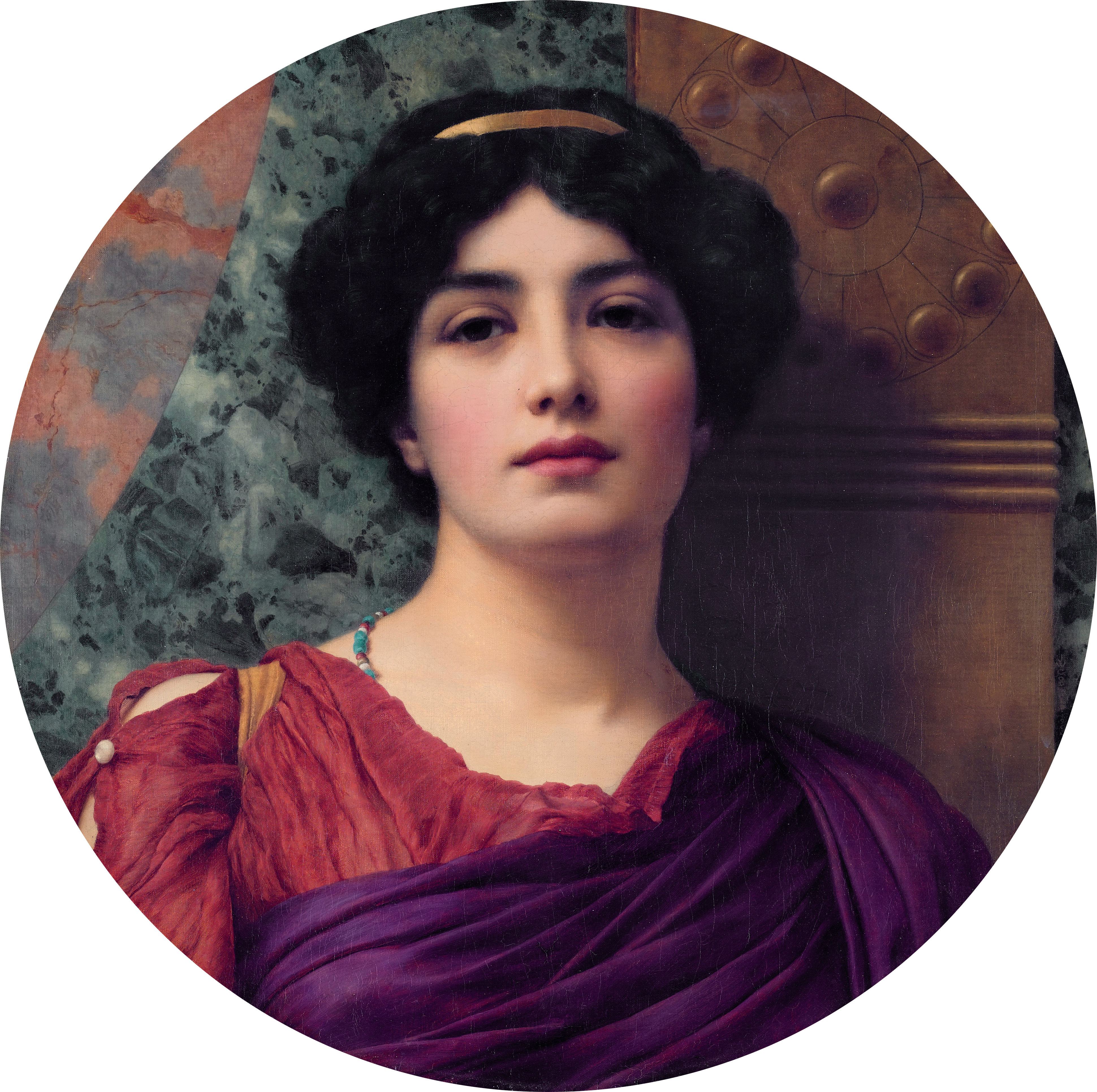
Contemplation (1903)

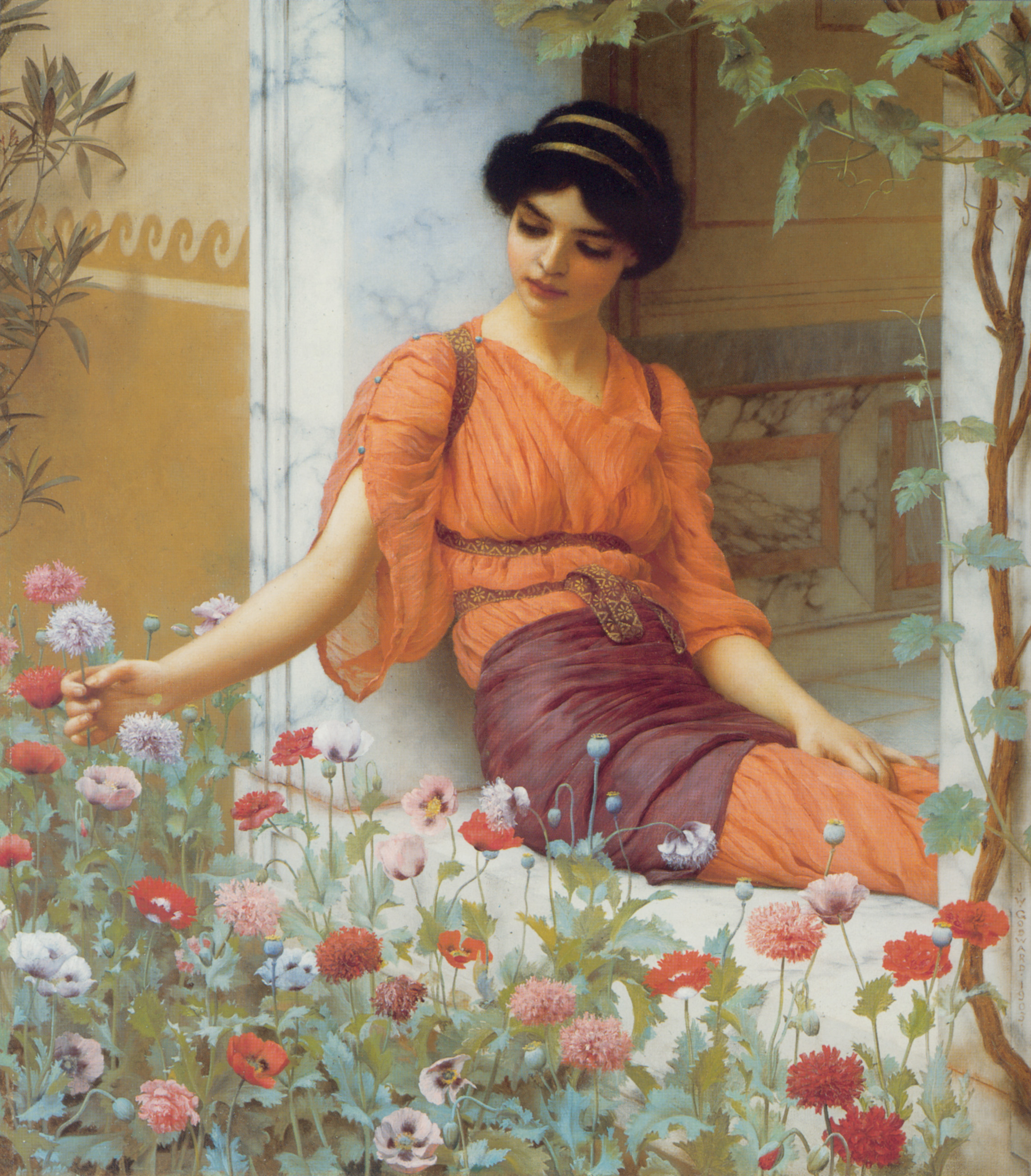
Summer Flowers (1903)

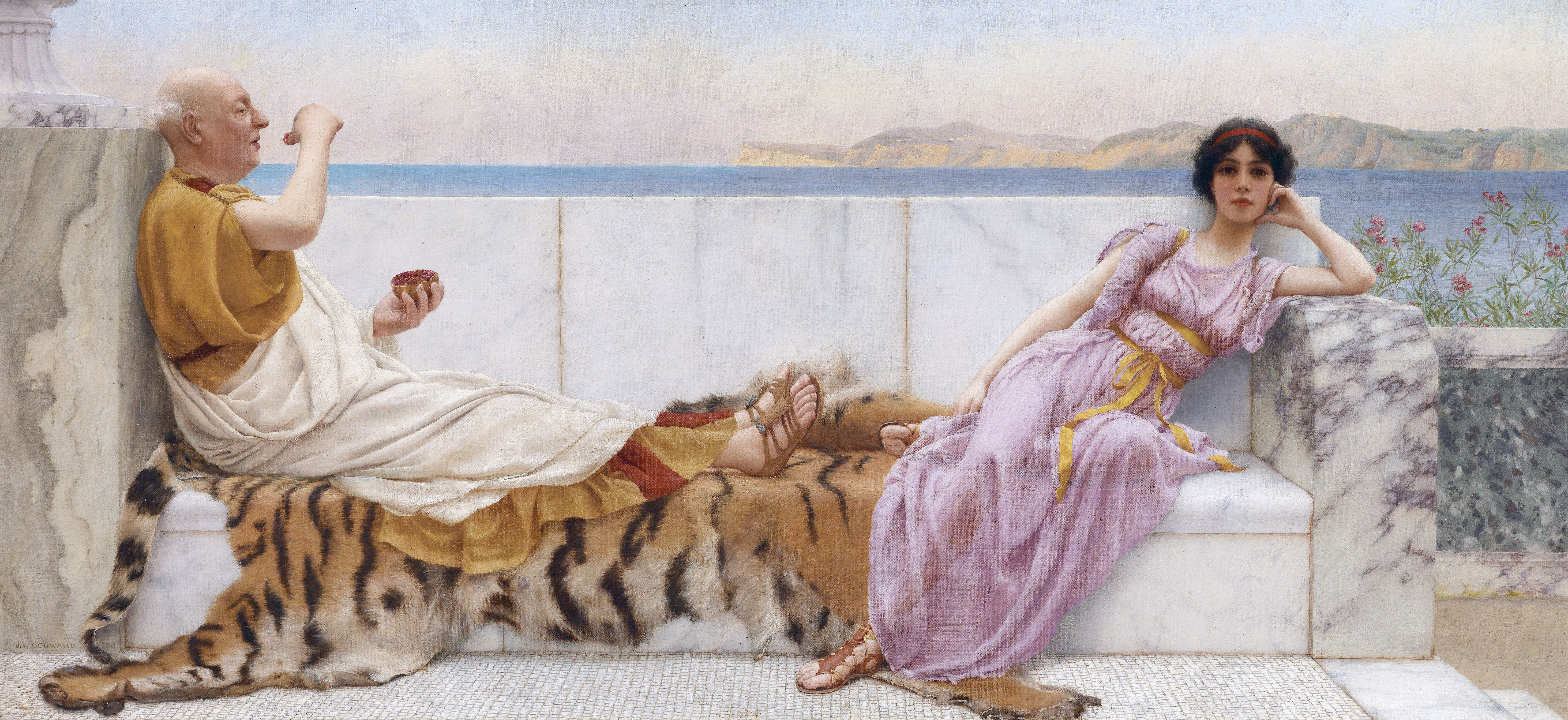
Eighty and eighteen (80 e 18), (1898)

Artisticamente Godward era seguace delle teorie di Frederic Leighton. Ma il suo stile era più vicino ad Alma-Tadema, con cui condivideva una forte passione per l'architettura classica, e soprattutto per le strutture marmoree. Nella maggior parte delle sue opere, sempre sontuose e colme di grazia, sono rappresentate donne in abbigliamento classico posanti su sfondi marcatamente decorativi, spesso su un terrazzo di marmo, anche se nelle sue opere non mancano figure femminili nude o seminude (esempio notevole ne è il Tepidarium, 1913: un titolo mutuato da una controversa opera di Alma-Tadema). I titoli delle sue opere riflettono la fonte della sua ispirazione: la civiltà classica, in particolare quella dell'antica Roma (attestante la sua vicinanza artistica ad Alma-Tadema), ma anche – talvolta – quella greca, a testimonianza dei suoi, seppur più limitati, legami con Leighton.
Data la diffusione dell'erudizione classica tra il potenziale pubblico delle sue opere, la meticolosa cura per i dettagli era notevolmente importante per un pittore di questo genere. Alma-Tadema che, oltre che pittore, era anche archeologo, si recava sui siti storici e collezionava reperti, utilizzati poi nei suoi dipinti: anche Godward studiava minuziosamente l'architettura e l'abbigliamento classico per fornire alle proprie opere il marchio dell'autenticità. Inoltre, nei propri quadri egli riproduceva scrupolosamente altri particolari, quali pelli d'animali (v. i superbi esempi dei dipinti Riposo meridiano, 1910, e Un fresco ritiro, 1910) o fiori selvatici (ad esempio Nerissa, 1906, o Fiori d'estate, 1903).
Il fatto che in tante tele di Godward compaiono belle donne in pose studiate, congiunto alla vivacità di colori della sua tavolozza, ha indotto taluni ad avvicinarlo ai Preraffaelliti. Tuttavia, la scelta dei suoi soggetti, per lo più legati alla civiltà classica (anziché, ad esempio, alle leggende del ciclo arturiano) tradisce la sua appartenenza alla tendenza, comune a tanti pittori del periodo, del Neoclassicismo vittoriano appunto, che attraverso la lente dell'omaggio all'antichità faceva riprodurre immagini di un mondo idealizzato e romanticizzato, tanto da far parlare d'una visione del mondo da «vittoriano togato», come venne rinfacciato, sia a Godward che ad Alma-Tadema.
Una delle sue opere più note è Dolce far niente (1904). Come in molti altri casi, Godward dipinse diverse varianti di questo quadro, la prima delle quali – a quanto è noto – risale al 1897.

## Opere
- Aspettando una risposta, 1889 (Waiting For An Answer)
- Atena, 1890 (Athenais)
- Fiori di Venere, 1890 (Flowers Of Venus)
- Pompeiana, 1891 (A Pompeian Lady)
- Bellezza classica, 1892 (Classical Beauty)
- Sì o no, 1893 (Yes Or No)
- Una sacerdotessa, 1893 (A Priestess) (nudo)
- Una sacerdotessa, 1894 (A Priestess)
- La Musa Erato alla lira, 1895 (The Muse Erato At Her Lyre)
- Campaspe, 1896 (id.)
- M'ama, non m'ama, 1896 (He Loves Me, He Loves Me Not)
- Pensieri oziosi, 1898 (Idle thoughts)
- Ottanta e diciotto, 1898, (Eighty and Eighteen)
- L'anello, 1898 (The Ring)
- Al balcone, 1898 (On The Balcony)
- Il mazzolino di fiori, 1899 (The Bouquet)
- L'oracolo delfico, 1899 (The Delphic Oracle)
- Pigrizia, 1900 (Idleness)
- Clori, 1901 (Chloris)
- Ragazza con drappo giallo, 1901 (Girl In Yellow Drapery)
- Il preferito, 1901 (The Favourite)
- Il bagno di Venere, 1901 (Venus At The Bath)
- Testa di ragazza italiana, 1902 (An Italian Girl's Head)
- Fiori d'estate, 1903 (Summer Flowers)
- La vecchia, vecchia storia, 1903 (The Old, Old Story)
- L'appuntamento, 1903 (The Rendezvous)
- Dolce far niente, 1904 (Sweet Nothings)
- Nei giorni di Saffo, 1904 (In The Days Of Sappho)
- Flabellifera, 1905 (id.)
- Matrona romana, 1905 (A Roman Matron)
- Nerissa, 1906 (id.)
- La ragazza col tamburello, 1906 (The Tambourine Girl)
- Violette, dolci violette, 1906 (Violets, sweet violets)
- La lettera d'amore, 1907 (The Love Letter)
- Signora classica, 1908 (A Classical Lady)
- Ragazza greca, 1908 (A Grecian Girl)
- Alle terme, 1909 (At The Thermae)
- Riposo meridiano, 1910 (Noon Day Rest)
- Un fresco ritiro, 1910 (A Cool Retreat)
- Saffo, 1910 (Sappho)
- Offerta a Venere, 1912 (An Offering To Venus)
- Nel tepidarium, 1913 (In The Tepidarium)
- Biglietto galante, 1913 (Le Billet Doux)
- La pensierosa, 1913 (id.)
- Il belvedere, 1913 (The Belvedere)
- Tranquillità, 1914 (Tranquility)
- All'inizio dell'estate, 1915 (In The Prime Of The Summer Time)
- Uno svago antico, 1916 (Ancient Pastimes)
- Lesbia con il passero, 1916 (Lesbia With Her Sparrow)
- Un affettuoso commiato, 1918 (A Fond farewell)
- Una rosa rossa, rossa, 1920 (A Red, Red Rose)
- Nudo sulla spiaggia, 1922 (Nu Sur La Plage)
- La pelle di tigre (Tigerskin)
- La toilette (The Toilet)
- Ofelia (Ophelia)
- Venere che si annoda i capelli (Venus Binding Her Hair)